# Seznam zámků v Libereckém kraji
Seznam zámků v Libereckém kraji. Jedná se o seznam dosud stojících zámků v Libereckém kraji:
| Zámek                                  | Obrázek | Okres              | Památková ochrana | Lokace                           | Sloh          |
| -------------------------------------- | ------- | ------------------ | ----------------- | -------------------------------- | ------------- |
| Bredovský letohrádek                   |         | Liberec            | 22151/5-3113      | Lvová 2                          | klasicismus   |
| Česká Lípa (Červený dům)               |         | Česká Lípa         | 46637/5-2773      | U Vodního hradu 57/27            | renesance     |
| Doksy                                  |         | Česká Lípa         | 27862/5-2880      | Valdštejnská 183                 | renesance     |
| Dolní Valtinov                         |         | Česká Lípa         | 40325/5-3378      | Velký Valtinov 40                | baroko        |
| Frýdlant                               |         | Liberec            | 32155/5-4271      | Zámecká 4001 a 4002              | novorenesance |
| Grabštejn                              |         | Liberec            | 32126/5-4317      | Grabštejn 21                     | klasicismus   |
| Horní Branná                           |         | Semily             | 28358/6-2535      | Horní Branná 1                   | renesance     |
| Horní Libchava                         |         | Česká Lípa         | 31057/5-2970      | Horní Libchava 1                 | renesance     |
| Horní Police                           |         | Česká Lípa         | 15081/5-2978      | 9. května 1                      | baroko        |
| Horní Valtinov                         |         | Česká Lípa         | 28065/5-3375      | Velký Valtinov 9                 | baroko        |
| Hrubá Skála                            |         | Semily             | 40170/6-2549      | Hrubá Skála 1                    | novogotika    |
| Hrubý Rohozec                          |         | Semily             | 16914/6-2836      | Hrubý Rohozec 1                  | novogotika    |
| Jablonné v Podještědí                  |         | Liberec            | 47223/5-3011      | Zdislavy z Lemberka 335          | rokoko        |
| Jesenný                                |         | Semily             |                   | Jesenný 1                        | baroko        |
| Jilemnice                              |         | Semily             | 32037/6-2578      | Kostelní 75                      | novorenesance |
| Krompach                               |         | Česká Lípa         | 36926/5-3078      | Krompach 47                      |               |
| Kuřívody                               |         | Česká Lípa         | 28672/5-3489      | nedaleko domu čp. 750            | renesance     |
| Lázně Libverda                         |         | Liberec            | 33724/5-4384      | Lázně Libverda 114               | klasicismus   |
| Lemberk                                |         | Liberec            | 26892/5-3101      | Lvová 1                          | baroko        |
| Liberec                                |         | Liberec            | 23863/5-4153      | Felberova 1/2                    | klasicismus   |
| Lomnice nad Popelkou                   |         | Semily             | 38347/6-2660      | Lomnice nad Popelkou 4           | baroko        |
| Lomnice nad Popelkou (lovecký zámeček) |         | Semily             | 104986            | Lomnice nad Popelkou 351         | romantismus   |
| Malá Skála                             |         | Jablonec nad Nisou | 34499/5-72        | Malá Skála 211                   | secese        |
| Malý Rohozec                           |         | Semily             |                   | Malý Rohozec 29                  | novorenesance |
| Návarov                                |         | Jablonec nad Nisou | 40110/5-5047      | Návarov 1                        | baroko        |
| Nová Louka                             |         | Jablonec nad Nisou | 17533/5-6         | Bedřichov 48                     |               |
| Nový Berštejn                          |         | Česká Lípa         | 17025/5-2930      | Nový Berštejn 10                 | baroko        |
| Nový Děvín                             |         | Česká Lípa         | 25956/5-2944      | Děvínská 1 a 21                  |               |
| Nový Falkenburk                        |         | Liberec            | 30918/5-3384      | Zámecká 1, Jablonné v Podještědí | novorokoko    |
| Semily                                 |         | Semily             |                   | Bítouchovská 1                   | klasicismus   |
| Sloup v Čechách                        |         | Česká Lípa         | 14348/5-3261      | Benešova 1                       | klasicismus   |
| Smržovka                               |         | Jablonec nad Nisou |                   | náměstí T. G. Masaryka 1         |               |
| Studenec                               |         | Semily             |                   | Studenec 1                       | novorenesance |
| Stvolínky                              |         | Česká Lípa         | 46622/5-3313      | Stvolínky 1                      | rokoko        |
| Svijany                                |         | Liberec            | 28609/5-4456      | Svijany 30                       | renesance     |
| Sychrov                                |         | Liberec            | 23838/5-4463      | Sychrov 1                        | novogotika    |
| Tlustec                                |         | Česká Lípa         | 86939/5-5607      | za domem Velký Valtinov 93       |               |
| Vartenberk                             |         | Česká Lípa         | 41224/5-3296      | Zámek 50                         | renesance     |
| Vítkovec                               |         | Česká Lípa         | 23012/5-2959      | Šváby 18                         | renesance     |
| Vratislavice nad Nisou                 |         | Liberec            |                   | Poštovní 280                     | novorenesance |
| Zahrádecký letohrádek                  |         | Česká Lípa         |                   | v lese mezi Zahrádkami a Borkem  |               |
| Zahrádky                               |         | Česká Lípa         | 27899/5-3402      | Zahrádky 1                       | empír         |
| Zákupy                                 |         | Česká Lípa         | 29607/5-3448      | Borská 1                         | novorokoko    |